# ایرا نیوبل
ایرا نیوبل (انگلیسی: Ira Newble؛ زادهٔ ۲۰ ژانویهٔ ۱۹۷۵) بازیکن بسکتبال اهل ایالات متحده آمریکا است. از باشگاه‌هایی که در آن بازی کرده‌است می‌توان به آتلانتا هاوکس، کلیولند کاوالیرز، سن آنتونیو اسپرز، لس آنجلس لیکرز، و سیاتل سوپرسانیکس اشاره کرد.